# Sandro Paternostro
Sandro Paternostro (Palermo, 9 agosto 1922 – Londra, 23 luglio 2000) è stato un giornalista e conduttore televisivo italiano.
Nel 1986 gli è stato assegnato il Premio intitolato a Vittorio De Sica per la televisione.

## Biografia
Nasce dall'avvocato Roberto, esponente di una famiglia notabile originaria di Misilmeri, che fu nel 1930 segretario provinciale di Palermo del PNF e da Clementina Savagnone.
Durante gli anni universitari è iscritto ai GUF e partecipa ai Littoriali della cultura e dell'arte. 

### Il giornalismo
Esordì nel giornalismo della carta stampata dopo la guerra come collaboratore del quotidiano L'Ora di Palermo, per continuare a Roma con Il Tempo e con altri quotidiani e passare infine nei primi anni cinquanta alla radio della Rai. Nel 1956 passò al Telegiornale Rai e svolse successivamente il ruolo di corrispondente da varie capitali estere.
Negli anni sessanta divenne corrispondente da Bonn, allora capitale amministrativa della Repubblica Federale Tedesca e, successivamente, da Pechino, dove seguì gli eventi della grande rivoluzione culturale cinese, raccontati con ironia anche in un libro edito nel 1971 dal titolo Qui Pechino. Proseguì il lavoro di corrispondente della Rai da Londra, conducendo le sue cronache con professionismo e rigore pur senza rinunciare al gusto per la battuta sarcastica che lo fa diventare in quegli anni il giornalista più popolare dopo Ruggero Orlando.
Alcuni suoi vezzi, quali quello di un massiccio ricorso all'abbigliamento di foggia inglese (con vistose cravatte alla moda), insieme ai capelli impomatati e sempre tinti di nero, hanno costituito l'occasione per celebri imitazioni televisive. Memorabile è rimasto il suo stile — spesso improntato ad un'improvvisazione di stile naïve — nel dare le notizie, spesso senza nascondere una certa emozione.

### La televisione
Paternostro andò in pensione dopo trentasette anni di lavoro come giornalista, ma nel 1988 lanciò da Londra attraverso la Visnews un telegiornale tutto nuovo, Teledomani. In onda sul circuito di TivuItalia, Teledomani rimane nella storia della televisione come il primo telegiornale internazionale trasmesso via satellite. Il programma, un esperimento non solo editoriale ma anche a livello tecnico, era coordinato da Sal Sparace (ora alla direzione tecnica della SKY TV Londra).
Subito dopo il giornalista viene rilanciato da Piero Chiambretti come personaggio televisivo di Rai 3. Chiambretti lo chiama a collaborare con lui in programmi quali Prove tecniche di Trasmissione (1989) e Servizi segreti (1993).
Il programma televisivo di maggiore successo di questo periodo è Diritto di replica (1993-1994), in cui si avvale della collaborazione di Fabio Fazio, Oreste De Fornari, Stefano Magagnoli ed Enrico Magrelli per realizzare servizi e interviste su temi controversi riguardanti l'attualità, la politica e il costume, e in cui conclude sempre le sue interviste con la "domanda delle cento pistole".

### Gli ultimi anni

Paternostro e Carmen Di Pietro negli anni 1990

Il 17 giugno 1998 desta scalpore il suo matrimonio, all'età di 75 anni e dopo 5 anni di fidanzamento, con la soubrette Carmen Di Pietro, di oltre quarant'anni più giovane di lui. Nell'ultimo periodo della sua vita, per il peggioramento delle sue condizioni di salute a causa del diabete, ritorna a Londra dove vivevano i suoi due figli, Roberto e Alessandra, detta Sandra, attrice, nati dalla prima moglie Karin. Muore al The Whittington Hospital domenica 23 luglio 2000. Il funerale si tiene venerdì 28 nella chiesa italiana di San Pietro. Il corpo viene cremato e le ceneri tumulate a Palermo.

## Filmografia
- Angelo tra la folla, regia di Leonardo De Mitri (1950) (soggetto e sceneggiatura)
- Io so che tu sai che io so, regia di Alberto Sordi (1982)
- Quando finiranno le zanzare, regia di Giorgio Pandolfi (1994)
- Paparazzi, regia di Neri Parenti (1998)